# Río Quenuir
Río Quenuir är ett  vattendrag  i Chile.   Det ligger i regionen Región de Los Lagos, i den södra delen av landet, 900 km söder om huvudstaden Santiago de Chile.
I omgivningen kring Río Quenuir växer i huvudsak blandskog och området är glesbefolkat, med 15 invånare per kvadratkilometer.